# Leptomeria acida
Leptomeria acida är en tvåhjärtbladig växtart som beskrevs av Robert Brown. Leptomeria acida ingår i släktet Leptomeria och familjen Amphorogynaceae. Inga underarter finns listade i Catalogue of Life.